# Dammtorp, Solna

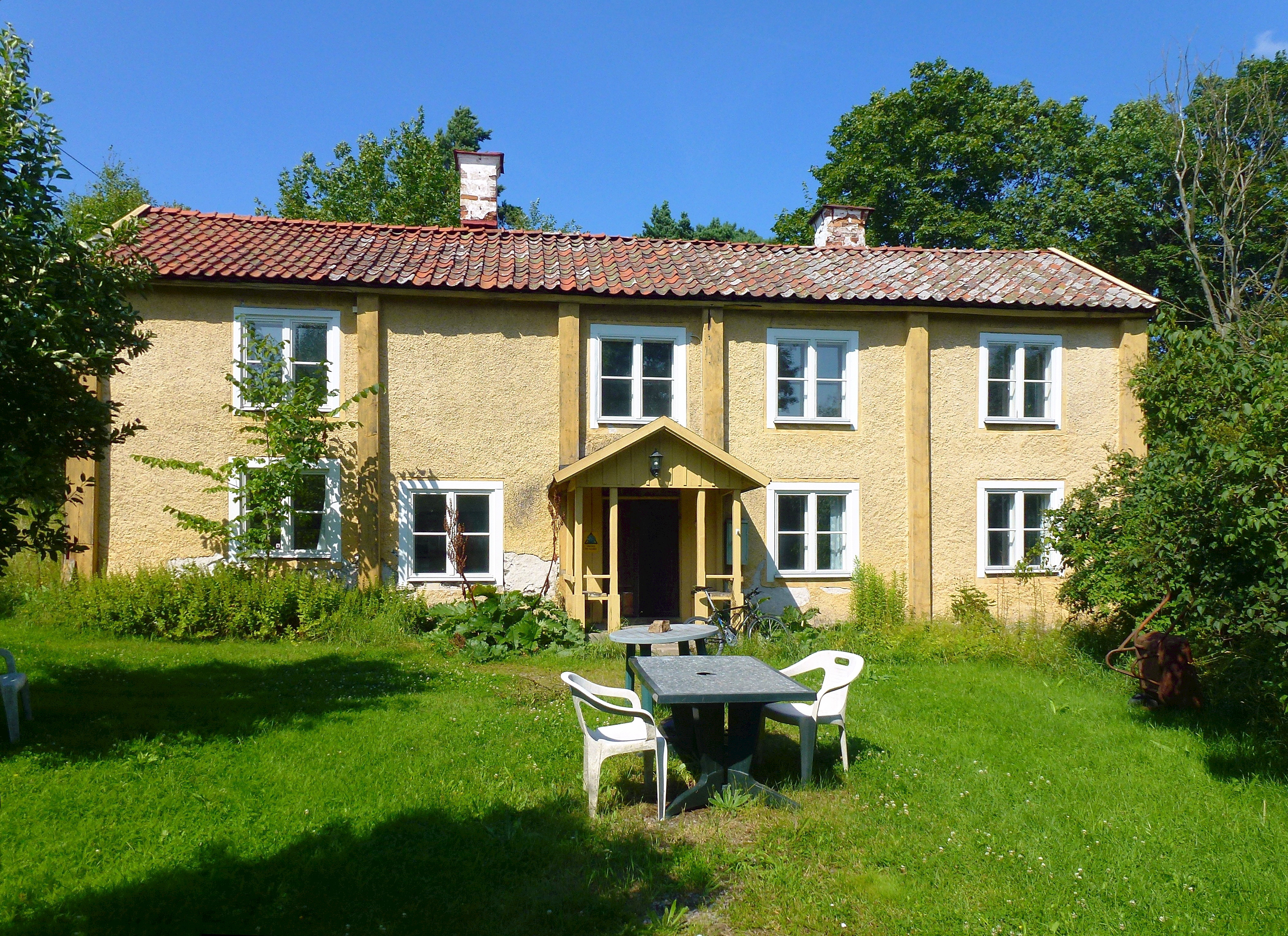
Dammtorps bevarade huvudbyggnad från 1700-talet, fasad mot söder i augusti 2015.

Dammtorp är ett torp i Solna kommun, beläget väster om Ostkustbanan inom naturreservatet Igelbäcken. Österut ligger riksintresset Ulriksdals slott. Torpet tillkom på 1600-talet under Överjärva gård. Enligt kartmaterial tillkom torpet någon gång mellan 1637 och 1670. Under 1700-talet bebyggdes Dammtorp med en tvåvånings timmerbyggnad med parstugeplan samt en numera riven u-formad uthusdel. Dammtorps huvudbyggnad står idag kvar som enda bevarade 1700-talsbyggnad av sitt slag inom området Järvagårdarna. Dammtorp har gett namn åt Dammtorps allé inom den nybyggda stadsdelen Järvastaden belägen söder om Dammtorp. Enligt Stockholms läns museum utgör Dammtorp "ett omistligt kulturhistoriskt värde".

## Historia

### Omskriven krog

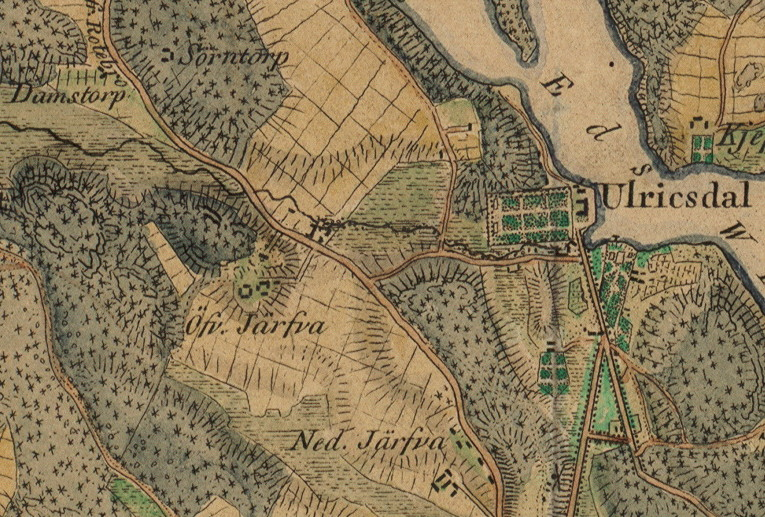
Dammtorp markerat på karta från 1817.

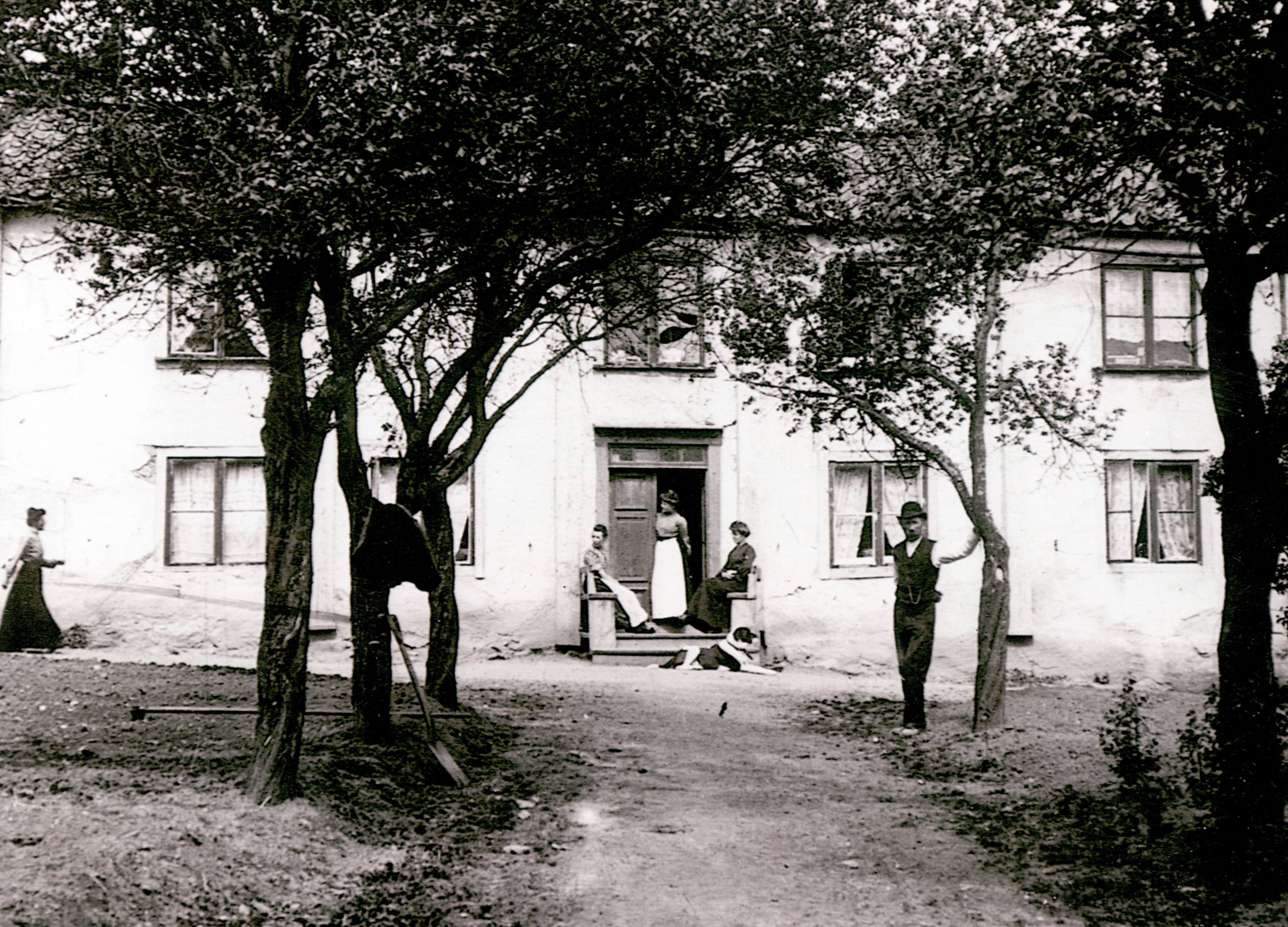
Övre Dammtorp från söder, 1906.

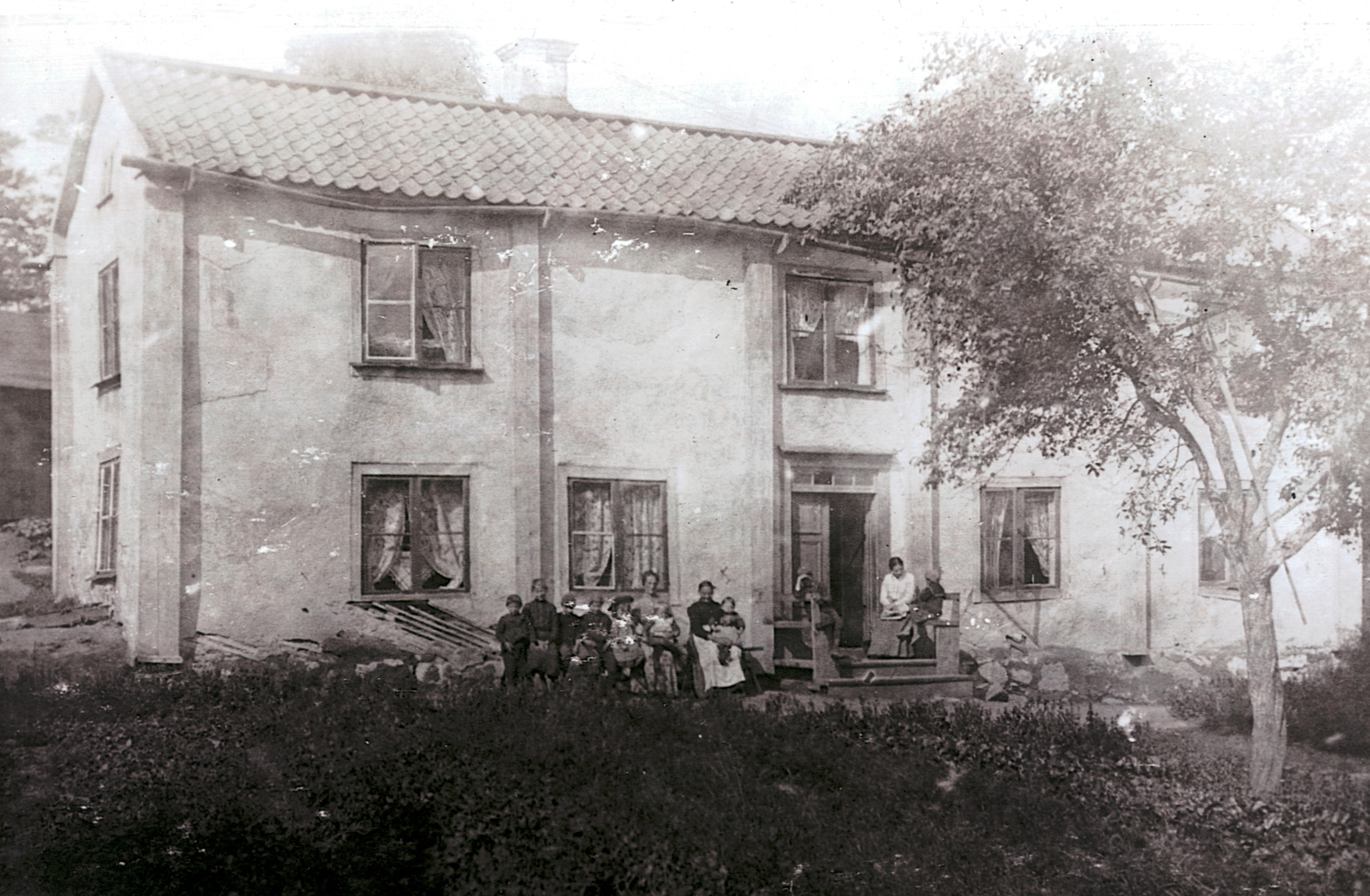
Övre Dammtorp, 1903.

Uppsalavägen som tidigare gick i nivå med Dammtorp och direkt öster om byggnaden innebar att här öppnades vägkrog under 1800-talets första hälft. I novellen Ladugårdsarrendet skriven av Carl Jonas Love Almqvist 1840 besöker huvudpersonerna flera av Järvas gårdar och även vägkrogen på Dammtorp. Den passionerade vandraren Almqvist som säkert likt Ladugårdsarrendets huvudperson besökt krogen på Dammtorp berättar om “fru Pettersson” på Dammtorp ”denna härliga, ursprungligen i Finland födda gumma, som visste att koka det bästa kaffe på två mils avstånd runt omkring hela Stockholm”. Enligt kyrkböckerna var “fru Petterson” som bedrev kaférörelse bosatt på Dammtorp fram till sin död 1848, då hon uppnått den aktningsvärda åldern 104 år.

### Kapplöpningens storhetstid
Under hästkapplöpningens storhetstid på Ulriksdals kapplöpningsbana från 1918 och en bit in på 1940-talet höll Stockholms fältrittklubb ett 30-tal stövare på Dammtorp. Löjtnanten och ryttmästaren Nils Ekander, initiativtagare till Galoppbanan och boende i Gula Villan på Överjärva gård, stod som förste pikör och ansvarade för hundarnas skötsel. Stövarna var huvudaktörer i de släpjakter (låtsasrävjakter) till häst som fältrittklubben anordnade under höst- och vintersäsongerna på Järvafältet och andra platser kring Stockholm.

### Bellman på Dammtorp?
Det förekommer uppgifter om att Carl Michael Bellman (1740–1795) besökt Dammtorp under sina solnavistelser. Enligt hörsägen skall en flamma till Bellman bott på Dammtorp. Även om uppgifterna ännu inte bekräftats av pålitliga skriftliga källor torde det vara sannolikt att Bellman faktiskt besökt Dammtorp under sin levnad. Bellmans anknytning till Solna är känd genom många av hans visor som utspelar sig i Hagaparken. Som gäst på Ulriksdal beskrev Carl Michael Bellman Järvaområdet som en pastoral idyll med söta herdinnor och solblänkande bäckar. Han lär även ha tillbringat några somrar på 1700-talet i Solnas Ingentingområde  där även tecknaren och skulptören Tobias Sergel bodde i ett hus. Tobias Sergels målningar av Bellman från 1790-talet avbildar Bellman i en krogmiljö lik Dammtorps med lång pipa i hand och “Bellmans mårgon sup med smörgås i hand, trött och trumpen”

### Dammtorp och Ängsvaktaretorpet
På en karta som troligtvis är från 1700-talet benämns Dammtorp som Ängsvakatartorpet. Namnet syftar troligen på den funktion som de boende på torpet hade under Överjärva. I beskrivningen till kartan står om Ängsvaktaretorpet ”att utsädet på norra gärdet var 7/8 tunna och andra året på södra gärdet 1 ½ tuna samt hö från ängen 3 lass.”
Dammtorp återfick sitt tidigare namn Dammtorp år 1790 då bönderna avhystes från Överjärva by och all jord samlades under en enhet. I samband med detta övergick Överjärva by till Överjärva gård. Namnet Dammtorp torde kopplas till Igelbäcken som ännu vid 1800-talet var bred och vattenrik.

### Sista 1700-talstorpet i Järva
Killingtorp, cirka 700 meter nordväst om Dammtorp, fanns kvar ända fram till 1980-talet då det revs efter ett snabbt beslut av Byggnadsstyrelsen. Om Killingtorp, som finns med i taxeringslängderna från 1599, skrev Henrik Asplund i Spånga sockens historia (på 1960-talet). ”Killingtorp finns ännu kvar. Det är ingalunda omöjligt att byggnaden kan vara från 1600-talets slut.” Vid Brotorp finns ingen torpbebyggelse kvar, däremot finns här klubbhus för Solna-Sundbybergs brukshundsklubb.
På 1860-talet drogs järnvägen fram tvärs över marken mellan övre och nedre Dammtorp. Övre Dammtorp hamnade då på västra sidan om järnvägen och nedre Dammtorp på den östra sidan. När Uppsalavägen drogs om fick nedre Dammtorp rivas och ge plats åt E4-an. Övre Dammtorp är således den enda bevarade 1700-talsbyggnad i sitt slag i området kring Överjärva gård och Ulriksdal. Närmaste grannen strax öster om Dammtorp var Sörentorp, ytterligare ett bevarat torp under Överjärva gård.

## Huvudbyggnadens arkitektur
Huvudbyggnaden är uppförd på 1700-talet i liggtimrad konstruktion i två våningar med parstugeplan. Den yttre fasaden är reveterad i ljus ockragul kulör. Knutlådorna är utförda med breda plank och på de östra, norra och södra sidorna finns följare. Sadeltaket är belagt med enkupigt, flackt, gammaldags tegel. De två murstockarna avslutas ovan tak i två slammade skorstenar.
Den ursprungliga entrédörren är av helfransk pardörrstyp med tre olika fyllningstyper i varje dörrblad. Den översta har en konvex mjuk form. Den mellersta spegeln är tätt räfflad och det nedersta brett räfflad. Ovanför dörren pryds fasaden av fyra ursprungliga överljusfönster. Dörrtypen är från 1700-talets andra hälft och tillhör den sengustavianska stilen. Detta kan avläsas på de tidstypiska räfflade speglarna, rombformen, spegelindelningen och listverken.
På övervåningen finns ett kilsågat golv i salen med mycket breda tiljor som skulle kunna vara ursprungligt. Innertaken är utförda av breda plank som vitmålats. Det finns en stor bakugn samt en järnspis i nedervåningen samt två kakelugnar i de östa rummen.
Fönstren på Dammtorp har bytts under 2000-talet. Utöver huvudbyggnaden kvarstår även ett mindre rödfärgat uthus från 1900-talets början.

## Historiska bilder
Fotografierna tagna av Elisabet Tegner 1968.

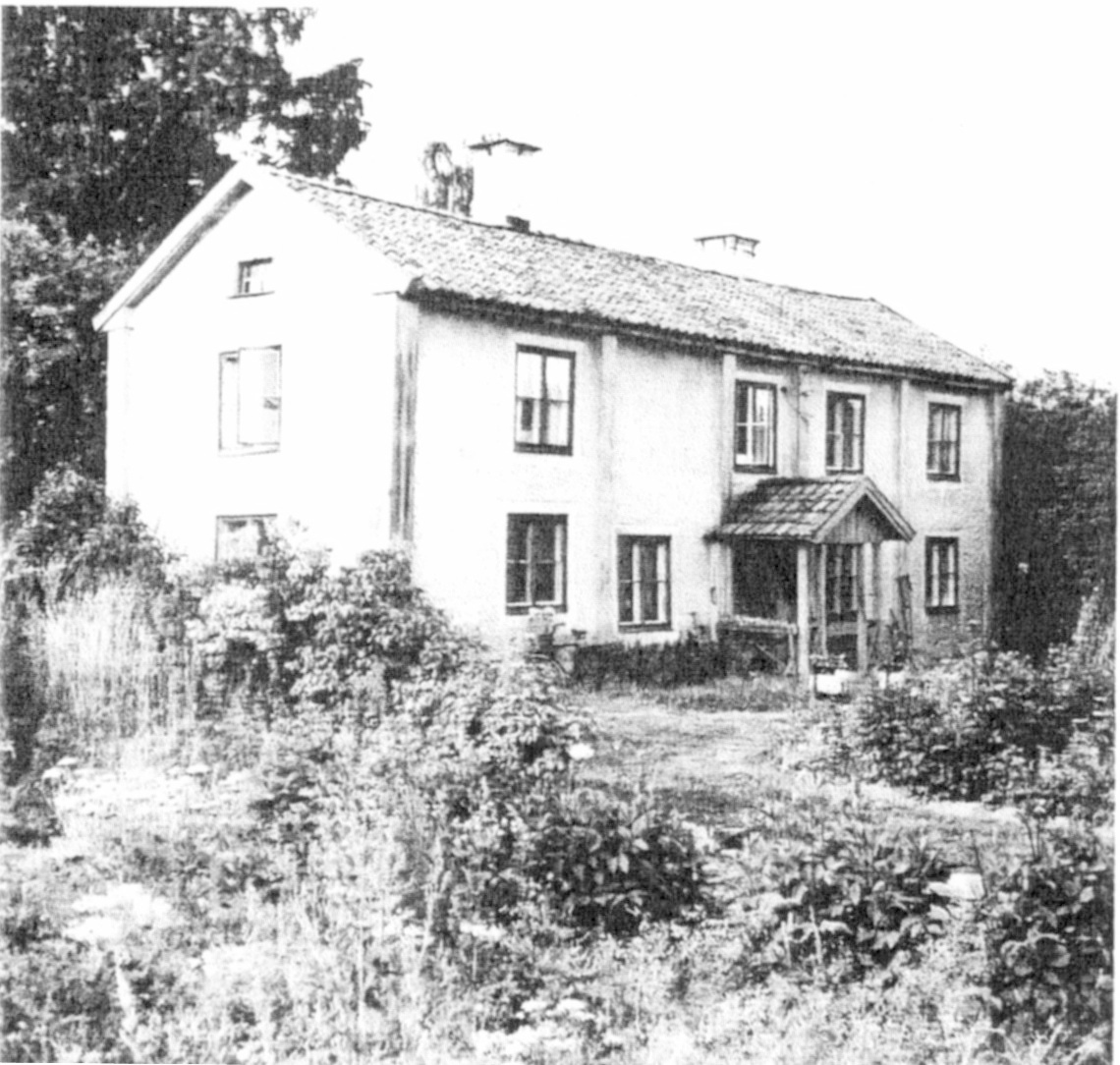
Huvudbyggnad från sydväst.
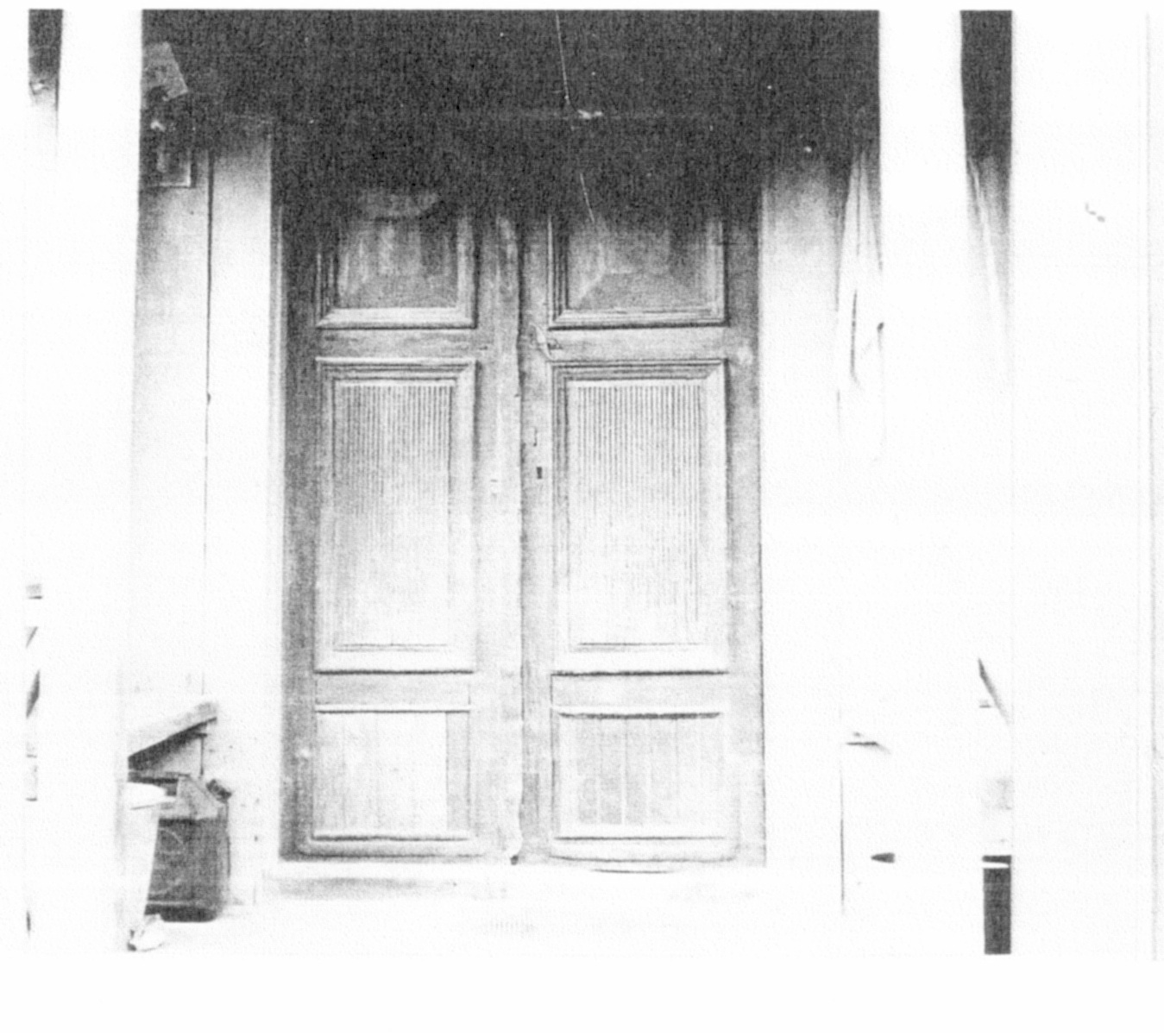
Entrédörren.
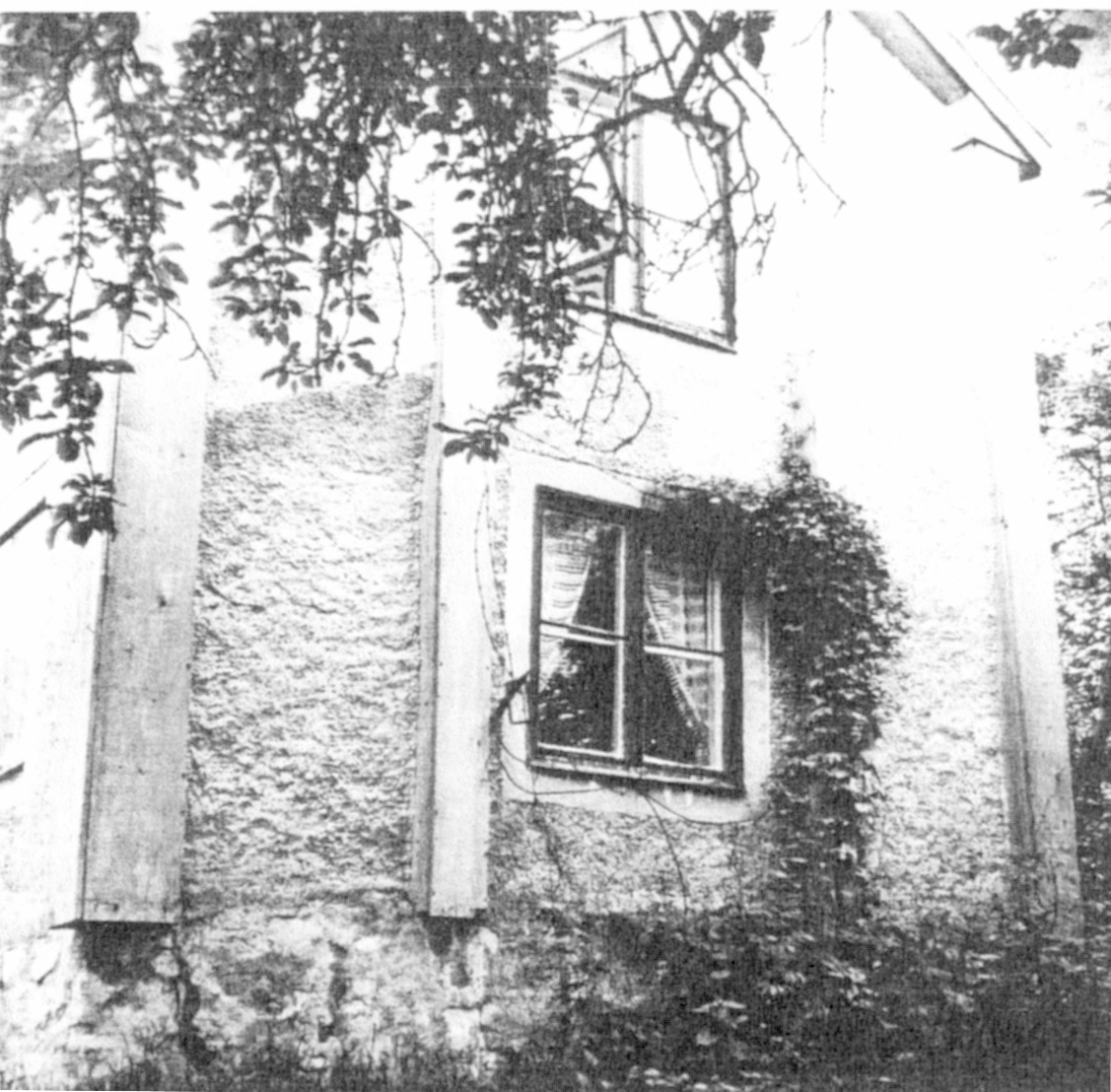
Dammtorp från öster.
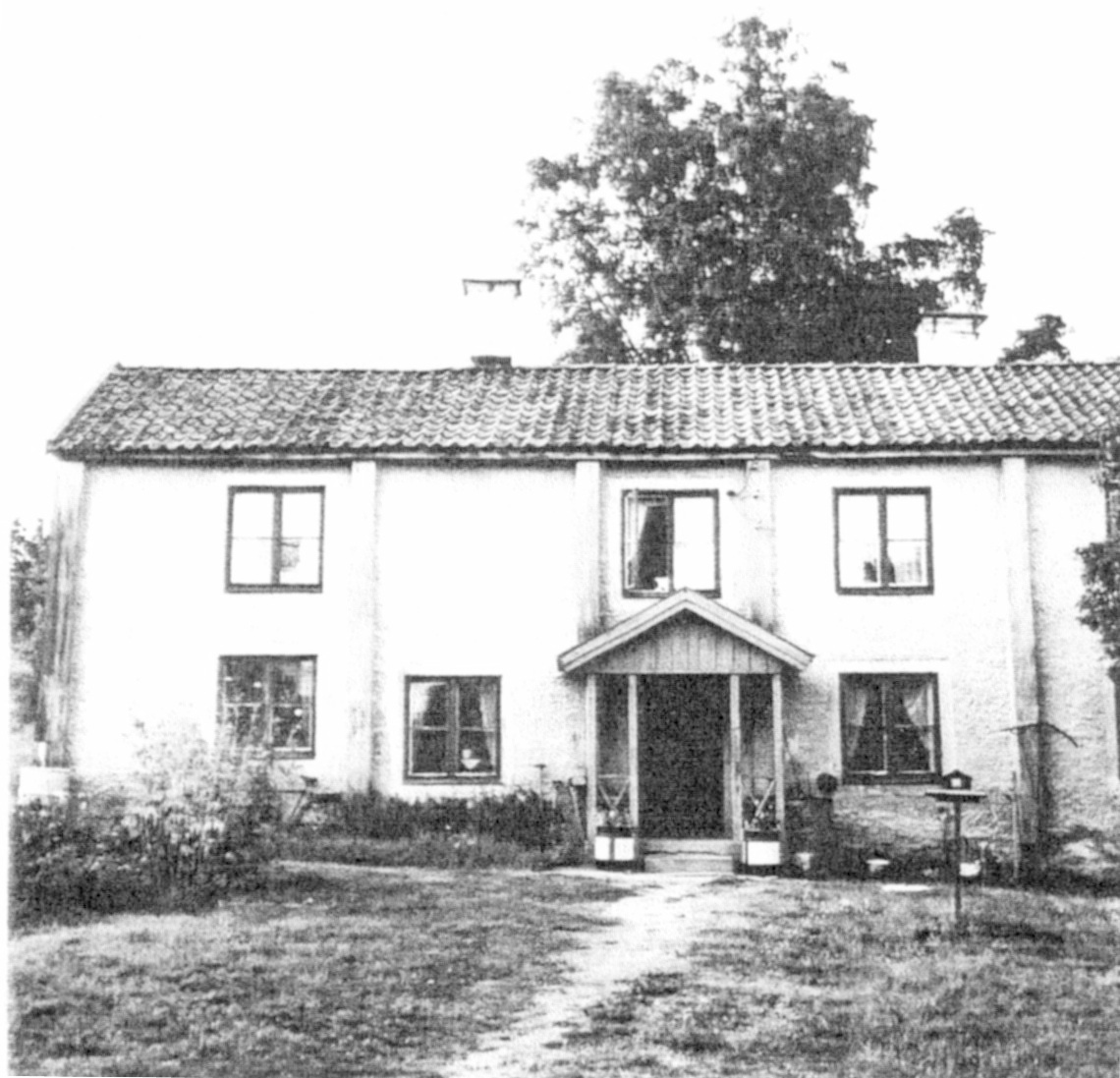
Dammtorp från söder.
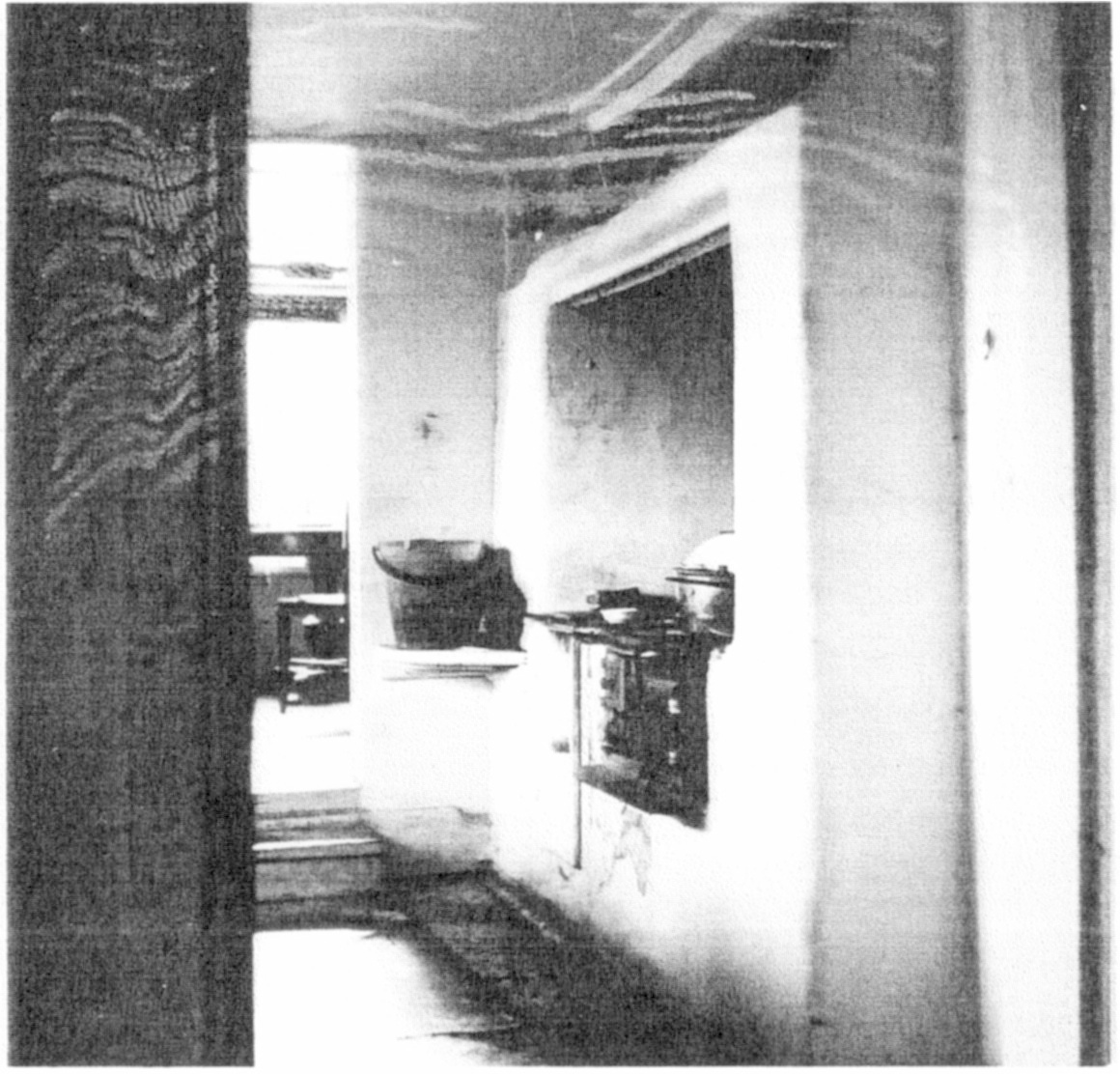
Köket i huvudbyggnaden.

## Nutida bilder

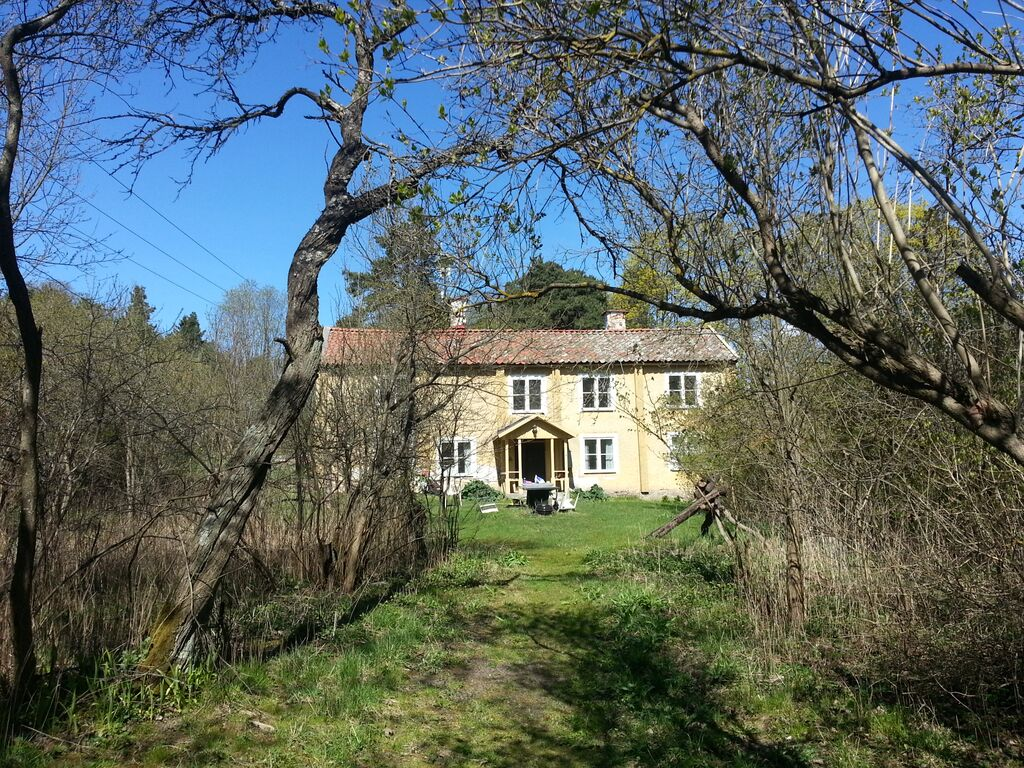
Dammtorp från söder, 2015.
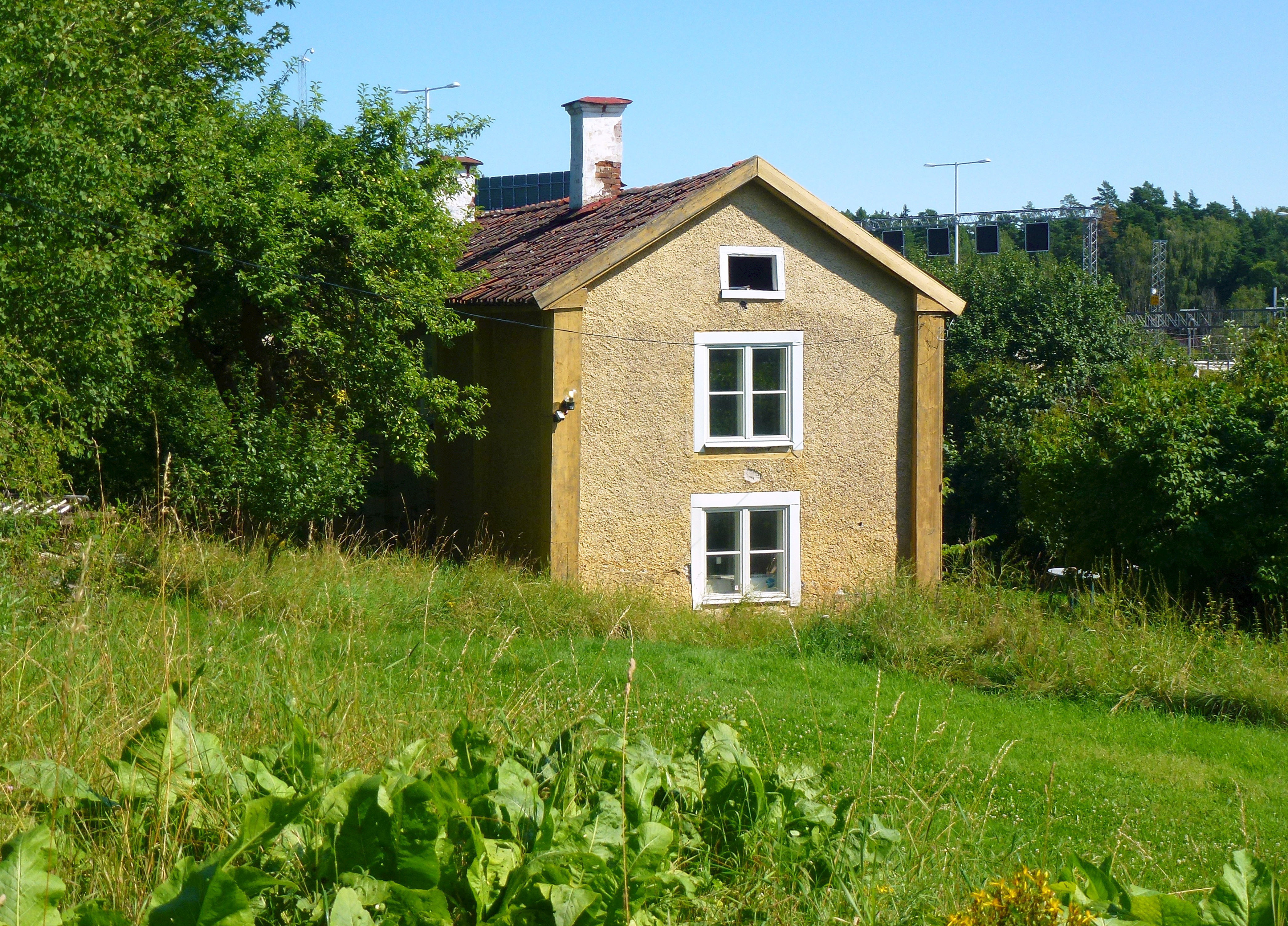
Dammtorp från väst, 2015
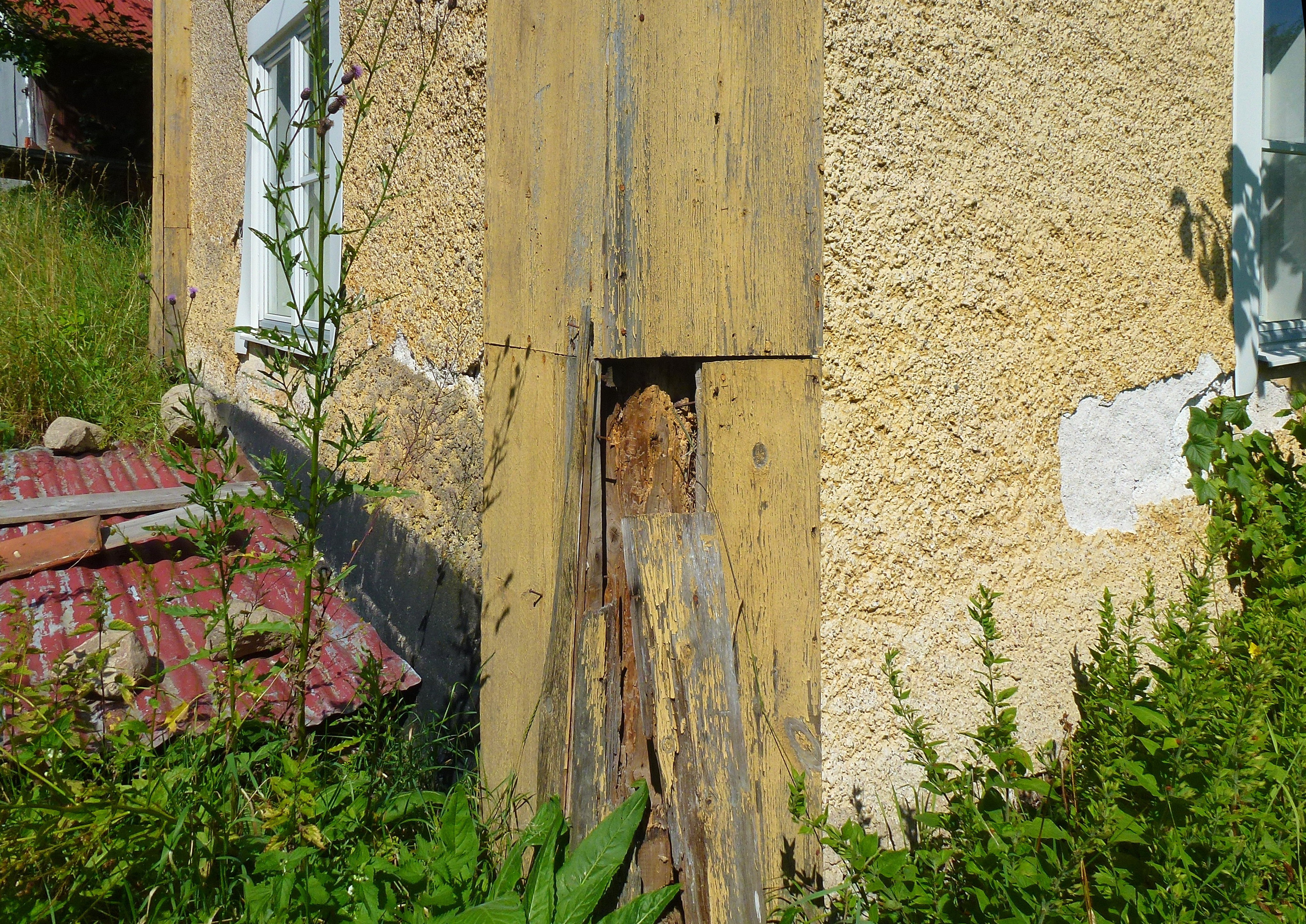
Hörnbräda, detalj
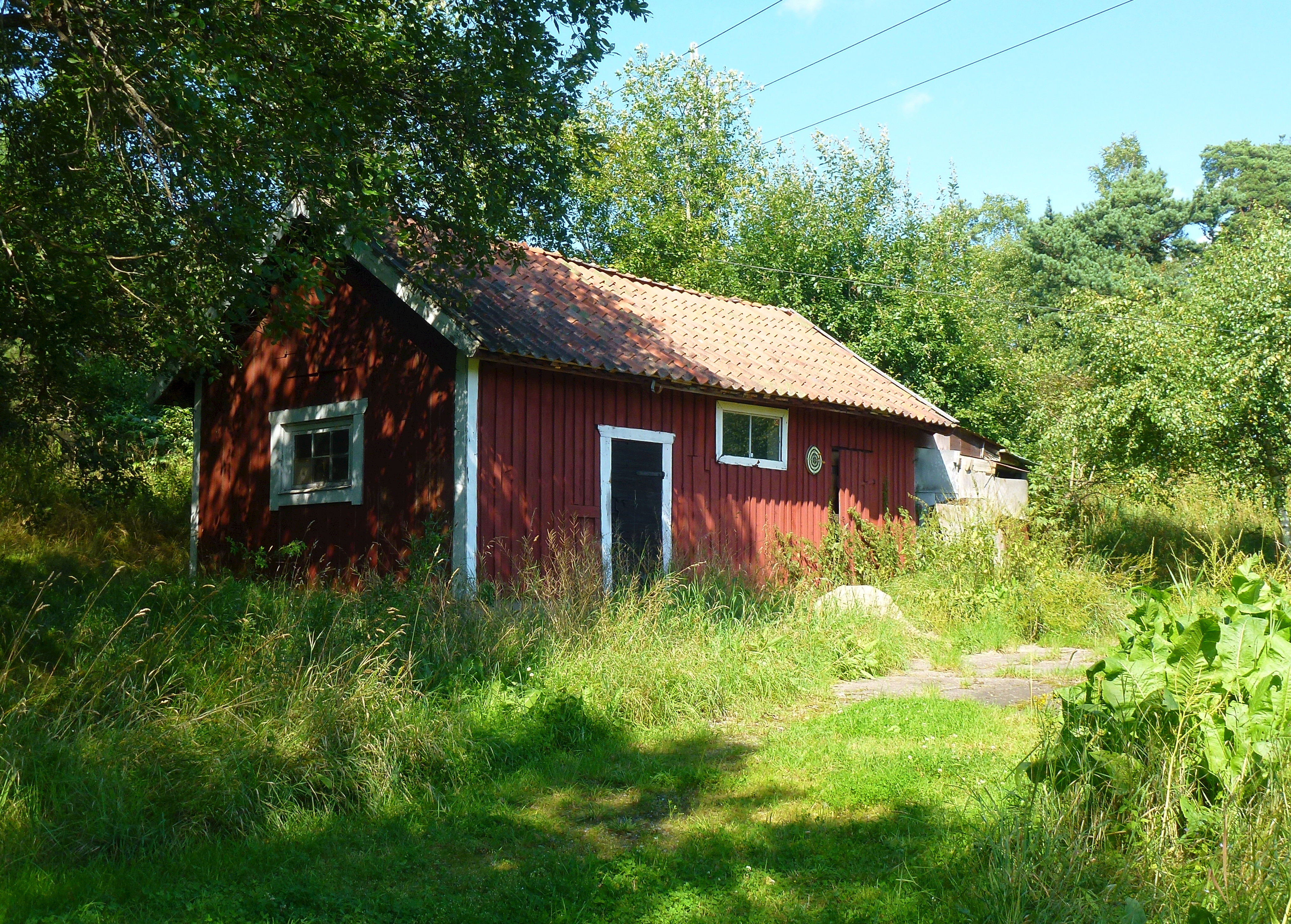
Uthus från 1900-talets början

## Floran kring Dammtorp
Länsstyrelsens rapport 1992:12 “Igelbäcken-Järvafältets pulsåder”, betecknar miljön kring Dammtorp som ett område med särskilt högt naturvärde. Solna kommuns naturinventering från 1986 nämner ur floran vid Dammtorp, tjärblomster, brudbröd, solvända, gulmåra, backklöver, backskärvfrö, olika havrearter och några exemplar av nyponros.